# Eleanor Shanley

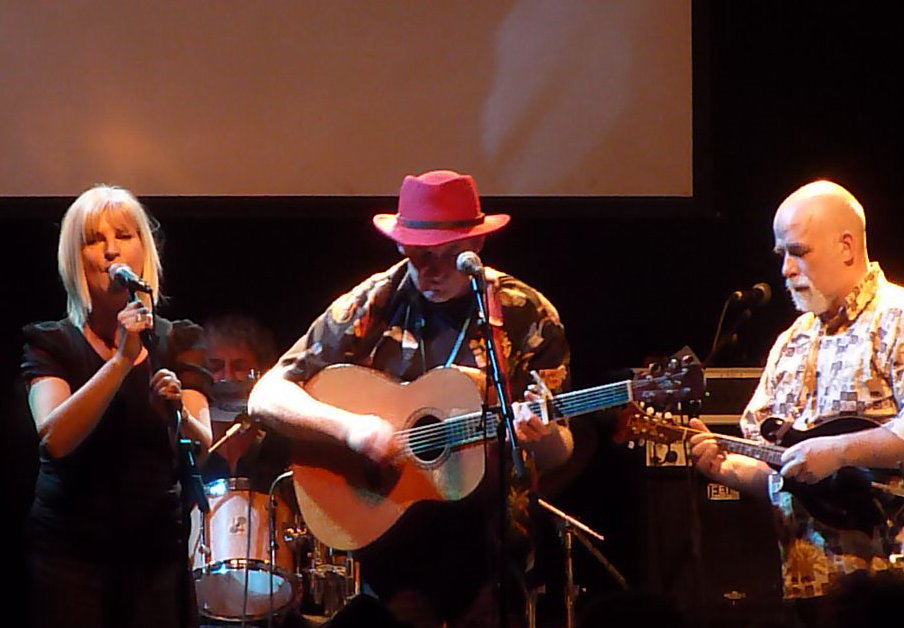
Eleanor Shanly (links), Frankie Lane, en Paul Kelly in 2011

Eleanor Shanley (geboren in Keshcarrigan, County Leitrim) is een Ierse folkzangeres.
Shanley begon haar carrière als leadzangeres bij De Dannan. Ze toerde de wereld over met De Dannan en maakte twee albums met hen: Jacket Of Batteries en Half Set In Harlem. 
Na vijf jaar verliet Shanley de band in december 1992 en besloot ze zich toe te leggen op haar solocarrière. Na verscheidene albums gemaakt te hebben ging ze de samenwerking aan met voormalig oprichter van The Dubliners, Ronnie Drew, hetgeen resulteerde in het album A Couple More Years en een succesvolle tour.
In 2001 bracht zij de cd Eleanor Shanley & Friends uit, waarop zij te horen is met Ierse artiesten als Alec Finn, Frankie Gavin, Sharon Shannon en Ronnie Drew.

## Discografie
- Eleanor Shanley (1995) (geproduceerd door Dónal Lunny)
- Desert Heart (1997) (geproduceerd door Neil McColl)
- A Couple More Years (2000) (Pinnorekk, met Ronnie Drew)
- Eleanor Shanley & Friends (2001) (Celtic Note, geproduceerd door Alec Finn)
- Another Day's Journey (2004) (Hummingbird, geproduceerd door John Dunford)
- El Amor De Mi Vida (2006) (Daisy Label, met Ronnie Drew)
- A Place of my Own (2007) (met Frankie Lane & Paul Kelly)

Zij verscheen ook op de albums:
- Restless Spirit van Tommy Fleming
- A Jacket of Batteries van De Dannan (1988)
- 1/2 Set in Harlem van De Dannan (1991)
- How the West was Won van De Dannan (1999)
- 30 Years a Greying van The Dubliners